# Condado de Bay (Míchigan)
El condado de Bay (en inglés: Bay County, Míchigan), fundado en 1857, es uno de los 83 condados del estado estadounidense de Míchigan. En el año 2000 tenía una población de 110.157 habitantes con una densidad poblacional de 96 personas por km². La sede del condado es Bay City.

## Geografía
Según la Oficina del Censo, el condado tiene un área total de 1634 km² (630,9 mi²), de la cual 1150 km² (444 mi²) es tierra y 484 km² (186,9 mi²) es agua.

## Condados adyacentes
- Condado de Arenac norte
- Condado de Gladwin noroeste
- Condado de Tuscola sureste
- Condado de Midland oeste
- Condado de Saginaw sur

## Demografía
En el 2000 la renta per cápita promedia del condado era de $38,646, y el ingreso promedio para una familia era de $48,111. El ingreso per cápita para el condado era de $19,698. En 2000 los hombres tenían un ingreso per cápita de $38,190 frente a los $23,879 que percibían las mujeres. Alrededor del 9.70% de la población estaba bajo el umbral de pobreza nacional.

## Lugares

### Ciudades
- Auburn
- Bay City
- Essexville
- Pinconning
- Midland (parcialmente)

### Comunidades no incorporadas
- Bentley
- Crump
- Duel
- Kawkawlin
- Linwood
- Mount Forest
- Munger
- Willard
- University Center

### Municipios
| - Municipio de Bangor - Municipio de Beaver - Municipio de Frankenlust - Municipio de Fraser | - Municipio de Garfield - Municipio de Gibson - Municipio de Hampton - Municipio de Kawkawlin | - Municipio de Merritt - Municipio de Monitor - Municipio de Mount Forest - Municipio de Pinconning | - Municipio de Portsmouth - Municipio de Williams |

### Principales carreteras
- I-75
- I-75 Espuela de Negocios
- US 10
- US 23

- M-13
- M-13 Conector
- M-15
- M-25
- M-61
- M-47
- M-84
- M-138
- M-247